# Passiflora herbertiana
Passiflora herbertiana je biljka povijuša iz porodice Passifloraceae. Raširena je u vlažnim šumama u priobalju i gorjima istočne Australije.
Listovi su obično trokraki, dlakastog naličja. Dugi su od 1,5–4 cm dugi. Palistovi su ravni, od 1–3 mm dugi.
Cvjetovi su široki 6 cm. Od žute su do narančaste boje. Plod je zelen, 50 mm dug, s blijedim točkicama po njemu.